# Pločica
Pločica (en serbe cyrillique : Плочица ; en hongrois : Kevepallós) est une localité de Serbie située dans la province autonome de Voïvodine. Elle fait partie de la municipalité de Kovin dans le district du Banat méridional. Au recensement de 2011, elle comptait 1 799 habitants.
Pločica est officiellement classée parmi les villages de Serbie.

## Démographie

### Évolution historique de la population
| 1948  | 1953  | 1961  | 1971  | 1981  | 1991  | 2002  | 2011  |
| ----- | ----- | ----- | ----- | ----- | ----- | ----- | ----- |
| 2 364 | 2 702 | 2 371 | 2 146 | 2 100 | 2 013 | 2 044 | 1 799 |

|  |